# Nils Voss
Nils Voss (Sandnes, 22 de fevereiro de 1886 — Sandnes, 7 de outubro de 1969) foi um ginasta norueguês que competiu em provas de ginástica artística pela nação.
Voss é o detentor de uma medalha olímpica, conquistada na edição de 1912, nos Jogos de Estocolmo. Na ocasião, foi o medalhista de ouro da prova coletiva de sistema livre ao lado de seus 23 companheiros de equipe, quando superou as nações da Finlândia e Dinamarca, prata e bronze respectivamente.